# Гріггс (округ, Північна Дакота)
Шаблон:StateAbbr_ 47°28′ пн. ш. 98°14′ зх. д. / 47.46° пн. ш. 98.23° зх. д.
Округ Гріггс (англ. Griggs County) — округ (графство) у штаті Північна Дакота, США. Ідентифікатор округу 38039.

## Історія
Округ утворений 1881 року.

## Демографія
За даними перепису
2000 року
загальне населення округу становило 2754 осіб, усе сільське.
Серед мешканців округу чоловіків було 1373, а жінок — 1381. В окрузі було 1178 домогосподарств, 781 родин, які мешкали в 1521 будинках.
Середній розмір родини становив 2,88.
Віковий розподіл населення поданий у таблиці:
| Стать    | До 15 років | 15-21 | 22-29 | 30-39 | 40-49 | 50-65 | 65-85 | Понад 85 |
| -------- | ----------- | ----- | ----- | ----- | ----- | ----- | ----- | -------- |
| Чоловіки | 237         | 133   | 78    | 147   | 225   | 250   | 253   | 50       |
| Жінки    | 238         | 106   | 62    | 136   | 218   | 216   | 324   | 81       |

## Суміжні округи
- Нелсон — північ
- Стіл — схід
- Барнс — південь
- Статсмен — південний захід
- Фостер — захід
- Едді — північний захід

## Виноски
1. ↑  US Decennial Census. US Census Bureau. Архів оригіналу за 26 квітня 2015. Процитовано 28 січня 2015.
2. ↑  Historical Census Browser. University of Virginia Library. Архів оригіналу за 11 серпня 2012. Процитовано 28 січня 2015.
3. ↑  Forstall, Richard L., ред. (20 квітня 1995). Population of Counties by Decennial Census: 1900 to 1990. US Census Bureau. Архів оригіналу за 5 березня 2015. Процитовано 28 січня 2015.
4. ↑  Census 2000 PHC-T-4. Ranking Tables for Counties: 1990 and 2000 (PDF). US Census Bureau. 2 квітня 2001. Архів оригіналу (PDF) за 18 грудня 2014. Процитовано 28 січня 2015.
5. ↑  State & County QuickFacts. Бюро перепису населення США. Архів оригіналу за 7 червня 2011. Процитовано 31 жовтня 2013.(англ.) Наведено за англійською вікіпедією.
6. ↑  American FactFinder. Бюро перепису населення США. Архів оригіналу за 21 травня 2008. Процитовано 31 січня 2008.

| США | Це незавершена стаття з географії США. Ви можете допомогти проєкту, виправивши або дописавши її. |